# Hofanlage Arnoldshof

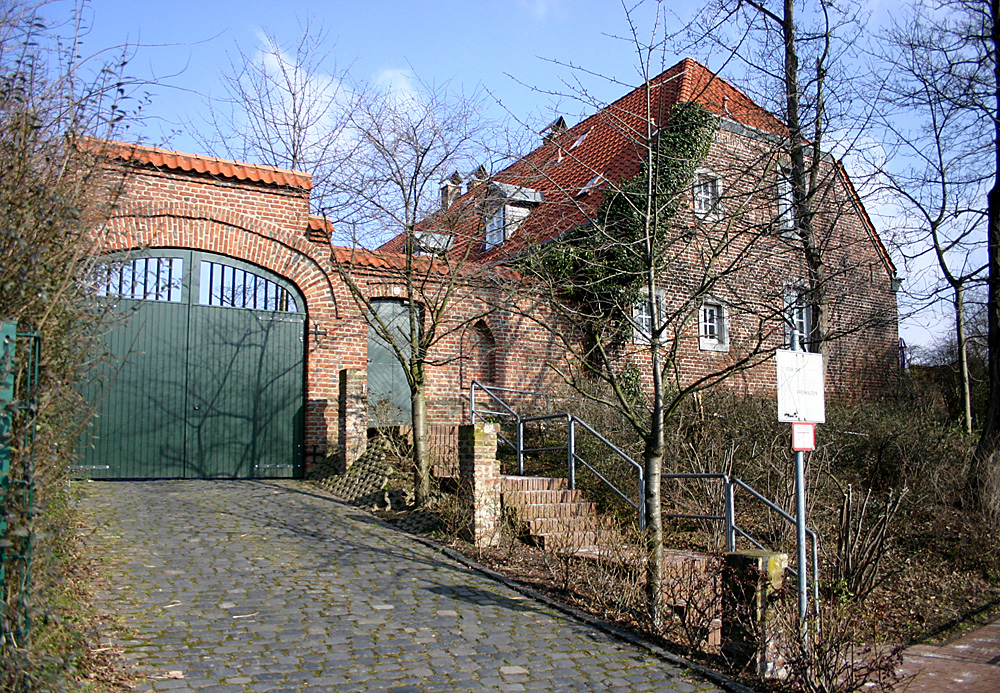
Arnoldshof

Der Arnoldshof ist eine denkmalgeschützte Hofanlage im Stadtteil Bocklemünd/Mengenich am nordwestlichen Stadtrand von Köln im Stadtbezirk Ehrenfeld.

## Geschichte
Der Arnoldshof ist der älteste noch erhaltene Bauernhof Bocklemünds und wurde benannt nach dem um 1650 dort wohnhaften Pächter Arnold Conzen. Das wuchtige burgähnliche Gebäude mit dunkelroten Ziegeln und der Jahreszahl 1741 in Mauerankern liegt auf einer Anhöhe und war bis 1948 als Gutshof bewirtschaftet.

## Heutige Nutzung
Seit 1990 wurden im Zuge einer Neugestaltung des Hofgeländes dort 15 Häuser und 18 Eigentumswohnungen passend zu der historischen Bausubstanz im Landhausstil errichtet, die ab Herbst 1991 bezogen wurden. Vom damaligen Herrenhaus blieben die Außenmauern erhalten, während die innere Bausubstanz und der Dachbereich neuzeitlich gestaltet wurden.

## Denkmalschutz
Die Hofanlage Arnoldshof wurde am 1. Juli 1980 unter der Nummer 395 in die Liste der Baudenkmäler im Kölner Stadtteil Bocklemünd/Mengenich eingetragen.